# YM-976
YM-976是一种含氮有机氯化合物，分子式C
17H
16ClN
3O，可作为磷酸二酯酶抑制药。